# Terem Moffi
Terem Igobor Moffi (* 25. Mai 1999) ist ein nigerianischer Fußballspieler, der seit Januar 2023 beim französischen Erstligisten OGC Nizza unter Vertrag steht. Er ist seit Juni 2021 nigerianischer Nationalspieler.

## Karriere

### Verein
Terem Moffi wuchs in Calabar auf und spielte in seiner Jugend unter anderem für die Auswahl des nigerianischen Staates Cross River, bevor er mit 16 Jahren nach England zog. Dort besuchte er die Buckswood School in East Sussex und spielte in der Fußballakademie der Schule. Zuerst im Mittelfeld aktiv, wurde er alsbald zum Stürmer umgeschult. Als einer der Jugendtrainer zum litauischen Erstligisten FK Kauno Žalgiris wechselte, schoss sich auch Moffi im August 2017 dem Verein an. Sein Debüt bestritt er am 17. August 2017 (22. Spieltag) bei der 0:2-Heimniederlage gegen den FC Stumbras, als er in der 69. Spielminute für Edvinas Kloniunas eingewechselt wurde. Der junge Nigerianer etablierte sich rasch als Stammspieler und am 28. September (26. Spieltag) erzielte er bei der 1:2-Auswärtsniederlage gegen den FK Jonava sein erstes Ligator. In dieser Saison 2017 bestritt er acht Ligaspiele, in denen er einen Torerfolg verbuchen konnte. Nachdem sein Verein als Tabellenletzter in die zweithöchste litauische Spielklasse abgestiegen war, verließ er zum Jahresende nach fünf Monaten den Verein und kehrte aufgrund von Schwierigkeiten mit seinem Visum vorerst in seine Heimat zurück.
Dort wartete er über acht Monate auf eine Arbeitserlaubnis in Litauen und blieb bis Februar 2019 vereinslos. Erst zu diesem Zeitpunkt konnte er einen Vertrag bei seinem neuen Verein FK Riteriai unterzeichnen. Bereits in seinem Debütspiel bei der 1:2-Auswärtsniederlage gegen Sūduva Marijampolė am 3. März (1. Spieltag) konnte er erstmals treffen. Seinen ersten Doppelpack markierte er am 4. Spieltag beim 3:1-Heimsieg gegen den FK Palanga. Er entwickelte sich im Spieljahr 2019 rasch als Stammkraft und wurde zu einem der torgefährlichsten Stürmer der Liga. Am 25. September (25. Spieltag) gelang ihm beim 3:1-Auswärtssieg gegen den FK Palanga ein Hattrick. Zum Saisonende stand er nach 29 Ligaeinsätzen bei 20 Ligatoren. Damit war er hinter dem Kroaten Tomislav Kiš (27 Tore) auf dem zweiten Platz in der Torschützenliste. Zum Jahresende 2019 absolvierte er ein einwöchiges Probetraining beim belgischen Verein Royal Excel Mouscron, erhielt aber keinen Vertrag.
Am 8. Januar 2020 verpflichtete der belgische Erstligist KV Kortrijk Terem Moffi und stattete ihn mit einem 3-1/2-Jahres-Vertrag aus. Sein Debüt absolvierte er am 18. Januar (22. Spieltag) bei der 0:2-Auswärtsniederlage gegen die VV St. Truiden, als er in der 65. Spielminute für seinen Landsmann Imoh Ezekiel eingewechselt wurde. Beim 2:2-Unentschieden gegen den FC Brügge eine Woche später traf er bereits erstmals für seinen neuen Verein. Bis zum Saisonabbruch aufgrund der COVID-19-Pandemie gelangen Moffi in sieben Ligaspielen vier Tore.
Am 1. Oktober 2020 wechselte Moffi zum französischen Erstligisten FC Lorient, wo er einen Vierjahresvertrag unterzeichnete. Bereits in seinem ersten Einsatz am 17. Oktober 2020 (7. Spieltag) erzielte er beim 3:1-Auswärtssieg gegen Stade Reims ein Tor. Im Kampf um den Stammplatz im Sturm setzte sich Moffi bald gegen den gleichzeitig eingekauften Adrian Grbić durch. Am 25. April 2021 (34. Spieltag) gelang ihm beim 4:0-Heimsieg gegen Girondins Bordeaux ein Hattrick. Mit 14 Treffern in 32 Ligaeinsätzen trug er wesentlich zum erfolgreichen Klassenerhalt der Merlus bei.
Im Januar 2023 schloss sich der Nigerianer dem OGC Nizza zunächst auf Leihbasis bis Saisonende an. Im Anschluss griff eine Kaufplicht.

### Nationalmannschaft
Am 4. Juni 2021 debütierte Terem Moffi bei einer 0:1-Testspielniederlage gegen Kamerun für die nigerianische Nationalmannschaft. Nachdem er für den Afrika-Cup 2022 keine Berücksichtigung gefunden hatte, nahm er mit der Mannschaft an dem Turnier 2024 teil und belegte dort den zweiten Platz. Er selbst absolvierte dabei zwei Turnier-Einsätze im Halbfinale und Finale.